# Isuzu Gemini
Der Isuzu Gemini war ein von 1974 bis 2000 gebautes Modell des japanischen Autoherstellers Isuzu.

## Gemini (1974–1987)

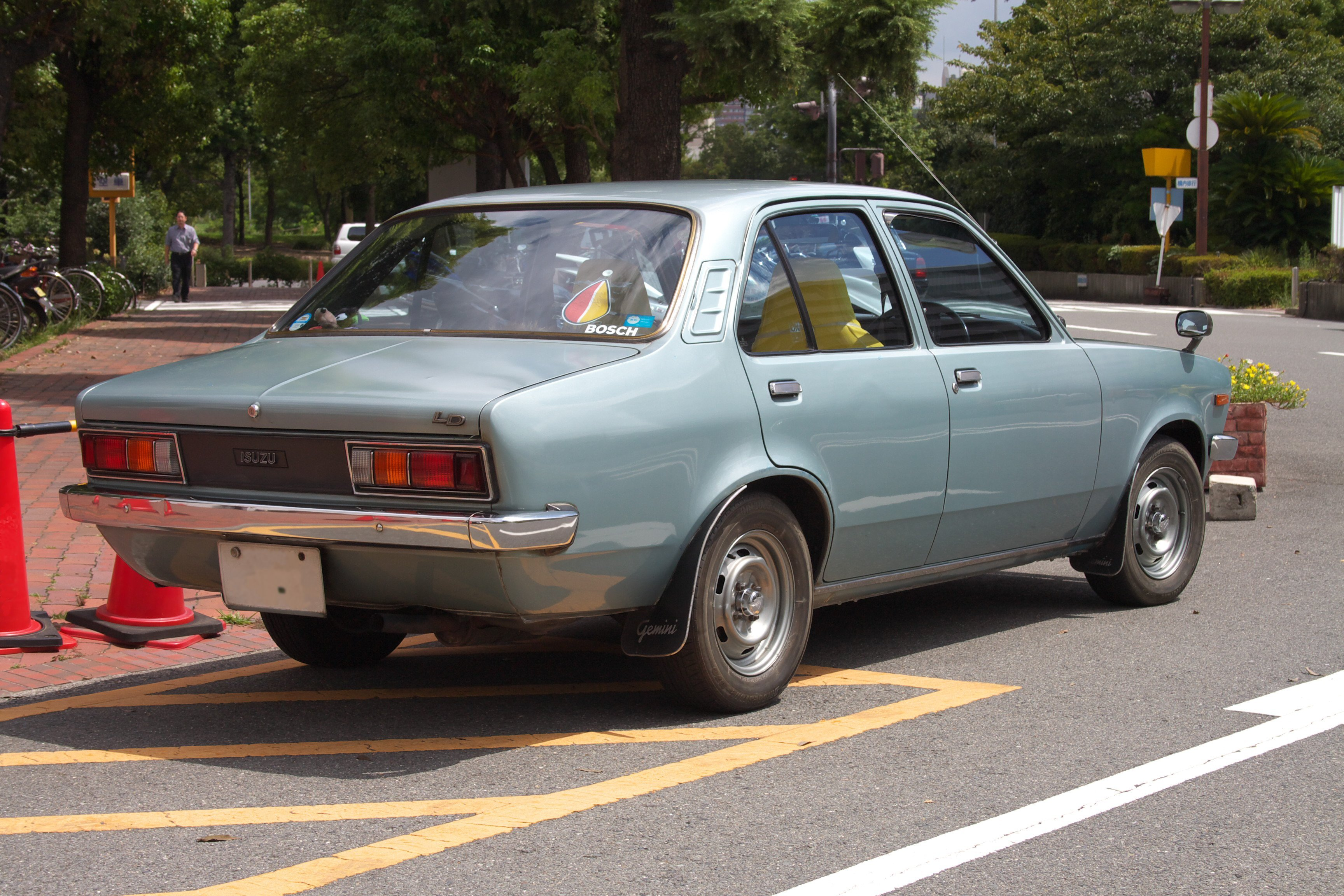
Isuzu Gemini 1. Serie

Der erste Gemini ging aus der seit 1971 bestehenden Zusammenarbeit mit General Motors hervor, was auch seine äußerliche Ähnlichkeit zum Opel Kadett und diversen anderen Fahrzeugen belegt. Allerdings fanden die bewährten Motoren und das Fahrwerk aus dem Vorgänger Isuzu Bellett im Gemini Verwendung; zudem besaß er ein eigenständiges Interieur mit anderen Türverriegelern, womit von Badge-Engineering hier nur bedingt gesprochen werden kann. Der Gemini, der bis 1975 noch als Bellett Gemini verkauft wurde, war als viertürige Stufenhecklimousine und als zweitüriges Coupé erhältlich. Exportiert wurde der Gemini unter anderem nach Australien und Neuseeland (Isuzu Gemini), nach Thailand (Opel Gemini) und in die USA (Buick Opel). In Australien und Neuseeland standen auch Kombi- und Lieferwagenversionen im Angebot.
Die erste Modellgeneration zählte zur weltweit verzweigten GM-Modellfamilie auf Basis der sogenannten T-Plattform, zu der Opel Kadett C, Chevrolet Chevette, Vauxhall Chevette, der argentinische Opel K 180, der australische Holden Gemini und Pontiac T1000 zählten. Die Isuzu-Version (interne Bezeichnung PF50/60 und PFD60) erschien im November 1974, zunächst mit 1600 cm³-Vierzylinder-Benziner (Typ PF50), 1977 wurde die 1,8-Liter-Version als Benziner nachgeschoben (Typ PF60). Im Jahr 1979 lancierte das Werk die Dieselvariante mit 1817 cm³-Vierzylinder (Typ PFD60).
Die ursprünglichen Rundscheinwerfer wurden bei einem ersten Facelift im Juni 1977 durch eckige Einheiten ersetzt, die ab 1979 wiederum Rundscheinwerfern wichen. 1981 wurde dem Gemini ein umfassendes Facelift mit neuen Front- und Heckpartien zuteil. 1979 kamen die Luxusversion ZZ mit 1,8-Liter-DOHC-Motor oder dem neuen Dieselmotor ins Programm; letzterer erwies sich im Gefolge der sogenannten zweiten Ölkrise 1979 als sehr beliebt. Ab 1982 gab es den Gemini auch mit Turbodieselmotor, der laut Werk über die weltweit erste elektronische Steuerung verfügte.
In den USA wurde der Gemini von April 1976 bis Herbst 1979 als Buick Opel vermarktet, danach von Isuzu selbst unter der Bezeichnung I-Mark verkauft.
Die Produktion der regulären Modelle lief Ende 1985 aus, der Gemini ZZ wurde noch bis Februar 1987 hergestellt. Insgesamt entstanden vom Gemini der ersten Generation 768.535 Exemplare.
| Isuzu Gemini                 | 1600                                                                                      | 1600S                                                                                     | 1800                                                                                      | 1800 DOHC                                                                                 | Diesel                                                                                    |
| ---------------------------- | ----------------------------------------------------------------------------------------- | ----------------------------------------------------------------------------------------- | ----------------------------------------------------------------------------------------- | ----------------------------------------------------------------------------------------- | ----------------------------------------------------------------------------------------- |
| Motor                        | 4-Zylinder-Reihenmotor (Viertakt)                                                         | 4-Zylinder-Reihenmotor (Viertakt)                                                         | 4-Zylinder-Reihenmotor (Viertakt)                                                         | 4-Zylinder-Reihenmotor (Viertakt)                                                         | 4-Zylinder-Reihenmotor (Viertakt)                                                         |
| Hubraum                      | 1584 cm³                                                                                  | 1584 cm³                                                                                  | 1818 cm³                                                                                  | 1818 cm³                                                                                  | 1818 cm³                                                                                  |
| Bohrung × Hub                | 82 × 75 mm                                                                                | 82 × 75 mm                                                                                | 84 × 82 mm                                                                                | 84 × 82 mm                                                                                | 84 × 82 mm                                                                                |
| Leistung bei 1/min           | 69 kW (94 SAE-PS) bei 5400                                                                | 73,5 kW (100 SAE-PS) bei 6000                                                             | 81 kW (110 SAE-PS) bei 5600                                                               | 95,5 kW (130 SAE-PS) bei 6400                                                             | 45 kW (61 SAE-PS) bei 5000                                                                |
| Max. Drehmoment bei 1/min    | 133 Nm bei 3800                                                                           | 137 Nm bei 4000                                                                           | 152 Nm bei 4000                                                                           | 162 Nm bei 5000                                                                           | 110 Nm bei 2000                                                                           |
| Verdichtung                  | 8,7:1                                                                                     | 8,7:1                                                                                     | 8,5:1                                                                                     | 9,0:1                                                                                     | 21,0:1                                                                                    |
| Gemischaufbereitung          | 1 Fallstrom-Doppelvergaser                                                                | 1 Fallstrom-Doppelvergaser                                                                | 1 Fallstrom-Doppelvergaser                                                                | 1 Fallstrom-Doppelvergaser                                                                | Diesel-Einspritzpumpe                                                                     |
| Ventilsteuerung              | OHC, Antrieb über Kette                                                                   | OHC, Antrieb über Kette                                                                   | OHC, Antrieb über Kette                                                                   | DOHC, Antrieb über Kette                                                                  | OHC, Antrieb über Kette                                                                   |
| Kühlung                      | Wasserkühlung                                                                             | Wasserkühlung                                                                             | Wasserkühlung                                                                             | Wasserkühlung                                                                             | Wasserkühlung                                                                             |
| Getriebe                     | 4- oder 5-Gang-Getriebe a.W. (außer 1800 DOHC) Dreigang-Automatik Hinterradantrieb        | 4- oder 5-Gang-Getriebe a.W. (außer 1800 DOHC) Dreigang-Automatik Hinterradantrieb        | 4- oder 5-Gang-Getriebe a.W. (außer 1800 DOHC) Dreigang-Automatik Hinterradantrieb        | 4- oder 5-Gang-Getriebe a.W. (außer 1800 DOHC) Dreigang-Automatik Hinterradantrieb        | 4- oder 5-Gang-Getriebe a.W. (außer 1800 DOHC) Dreigang-Automatik Hinterradantrieb        |
| Radaufhängung vorn           | Obere und untere Querlenker, Schraubenfedern                                              | Obere und untere Querlenker, Schraubenfedern                                              | Obere und untere Querlenker, Schraubenfedern                                              | Obere und untere Querlenker, Schraubenfedern                                              | Obere und untere Querlenker, Schraubenfedern                                              |
| Radaufhängung hinten         | Starrachse, Längslenker, Panhardstab, Schraubenfedern                                     | Starrachse, Längslenker, Panhardstab, Schraubenfedern                                     | Starrachse, Längslenker, Panhardstab, Schraubenfedern                                     | Starrachse, Längslenker, Panhardstab, Schraubenfedern                                     | Starrachse, Längslenker, Panhardstab, Schraubenfedern                                     |
| Bremsen                      | Scheibenbremsen vorne, Trommelbremsen hinten, a.W. Servo 1800 DOHC Scheibenbremsen rundum | Scheibenbremsen vorne, Trommelbremsen hinten, a.W. Servo 1800 DOHC Scheibenbremsen rundum | Scheibenbremsen vorne, Trommelbremsen hinten, a.W. Servo 1800 DOHC Scheibenbremsen rundum | Scheibenbremsen vorne, Trommelbremsen hinten, a.W. Servo 1800 DOHC Scheibenbremsen rundum | Scheibenbremsen vorne, Trommelbremsen hinten, a.W. Servo 1800 DOHC Scheibenbremsen rundum |
| Lenkung                      | Zahnstangenlenkung                                                                        | Zahnstangenlenkung                                                                        | Zahnstangenlenkung                                                                        | Zahnstangenlenkung                                                                        | Zahnstangenlenkung                                                                        |
| Karosserie                   | Stahlblech, selbsttragend                                                                 | Stahlblech, selbsttragend                                                                 | Stahlblech, selbsttragend                                                                 | Stahlblech, selbsttragend                                                                 | Stahlblech, selbsttragend                                                                 |
| Spurweite vorn/hinten        | 1300/1305 mm 1800 DOHC: 1305/1320 mm                                                      | 1300/1305 mm 1800 DOHC: 1305/1320 mm                                                      | 1300/1305 mm 1800 DOHC: 1305/1320 mm                                                      | 1300/1305 mm 1800 DOHC: 1305/1320 mm                                                      | 1300/1305 mm 1800 DOHC: 1305/1320 mm                                                      |
| Radstand                     | 2405 mm                                                                                   | 2405 mm                                                                                   | 2405 mm                                                                                   | 2405 mm                                                                                   | 2405 mm                                                                                   |
| Abmessungen                  | 4235 × 1570 × 1340–1365 mm                                                                | 4235 × 1570 × 1340–1365 mm                                                                | 4235 × 1570 × 1340–1365 mm                                                                | 4235 × 1570 × 1340–1365 mm                                                                | 4235 × 1570 × 1340–1365 mm                                                                |
| Leergewicht                  | 925–945 kg                                                                                | 925–945 kg                                                                                | 950 kg                                                                                    | 985 kg                                                                                    | 980 kg                                                                                    |
| Höchstgeschwindigkeit (Werk) | 160 km/h                                                                                  | 170 km/h                                                                                  | ca. 175 km/h                                                                              | 180 km/h                                                                                  | 120 km/h                                                                                  |
| 0–100 km/h                   | n. a.                                                                                     | n. a.                                                                                     | n. a.                                                                                     | n. a.                                                                                     | n. a.                                                                                     |
| Verbrauch (Liter/100 km):    | 8–13 S                                                                                    | 8–13 S                                                                                    | 9–14 S                                                                                    | 10–15 S                                                                                   | 7–11 D                                                                                    |

## Isuzu Gemini II (1985–1990)
Im Mai 1985 gab es ein von Grund auf neues Modell mit Frontantrieb. Die  Karosserie war von Giorgio Giugiaro entworfen, sie erinnerte ein wenig an den Isuzu Piazza. Der als FF Gemini bezeichnete Wagen wurde auch in der Bundesrepublik über ein eigenständiges Isuzu-Vertriebsnetz angeboten, zunächst nur mit 1,5 Liter Diesel oder 1,7 Liter Turbodieselmotor, ab 1988 auch als GTI mit 1,6-Liter-Ottomotor und 99 kW (135 PS).
1987 gab es Änderungen an Front und Heck und einen überarbeiteten Innenraum.
1990 wurde der Verkauf von Isuzu-PKW in Deutschland eingestellt.
Zum Stichtag 1. Januar 2024 waren laut Kraftfahrtbundesamt in Deutschland noch 8 Isuzu Gemini dieser Generation angemeldet, davon 4 GTI.

Der Gemini wurde es in den USA als Isuzu I-Mark verkauft. Er wurde auch als Chevrolet Spectrum angeboten (ab 1989 Geo Spectrum) sowie in Kanada als Pontiac Sunburst.

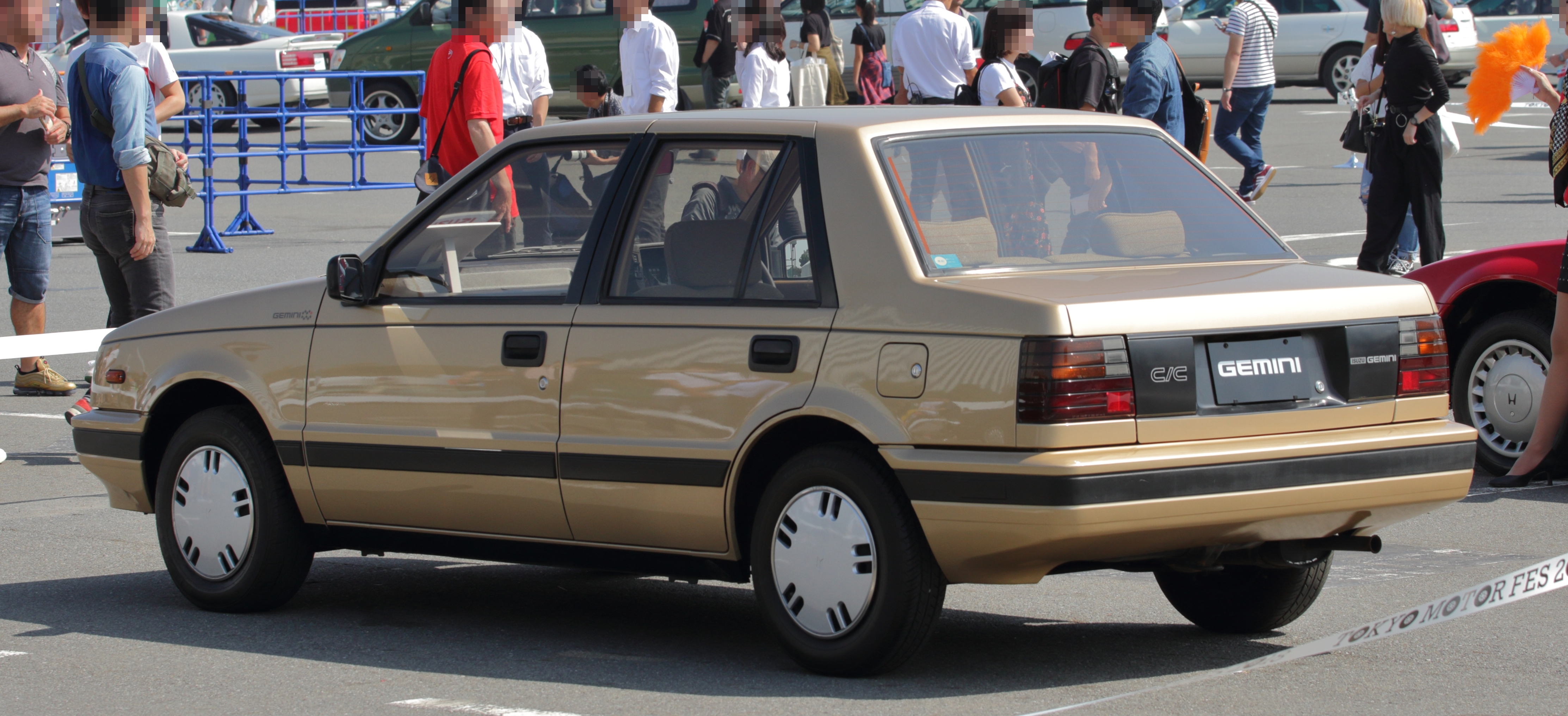
Heckansicht
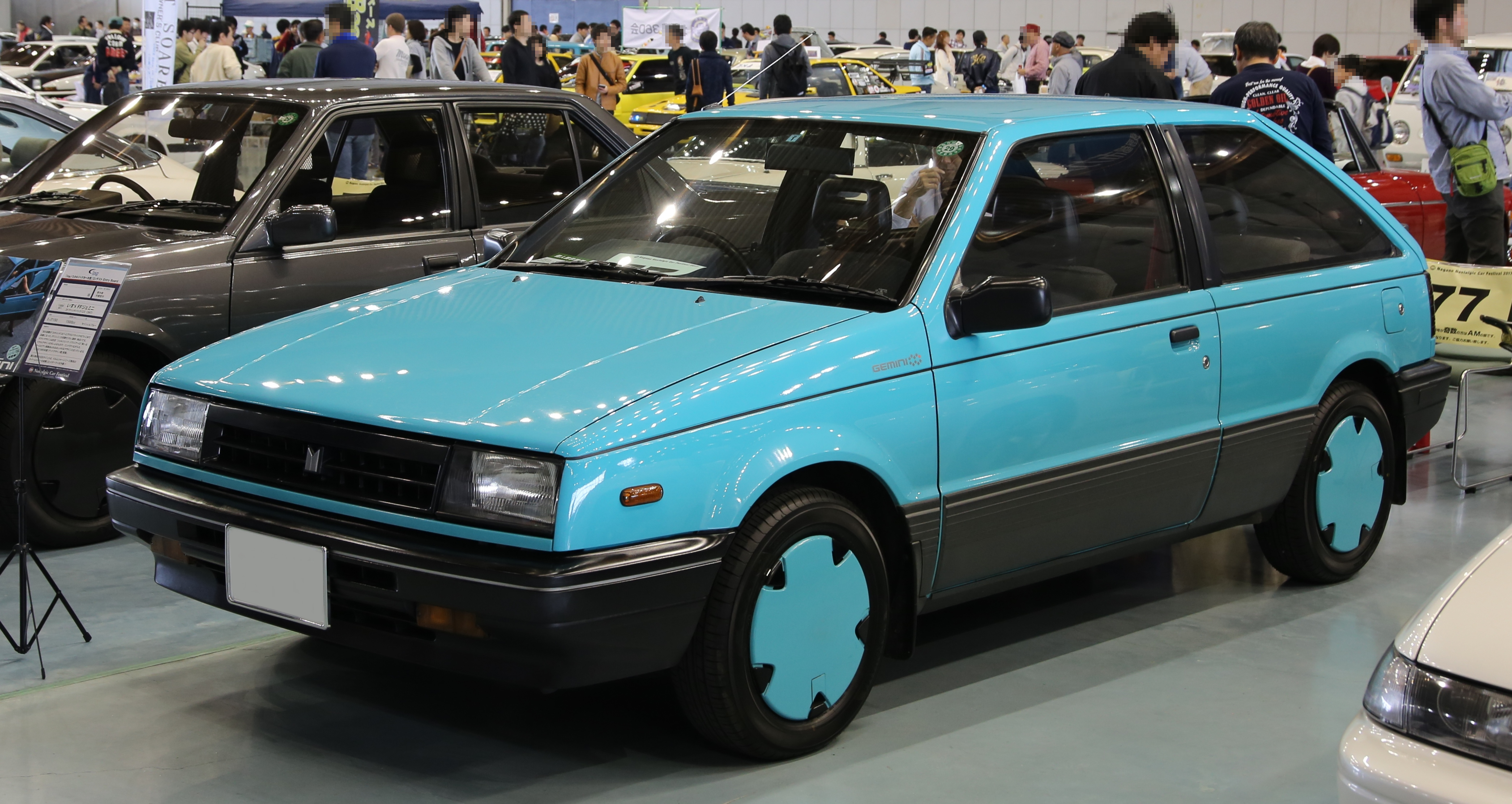
Schrägheck
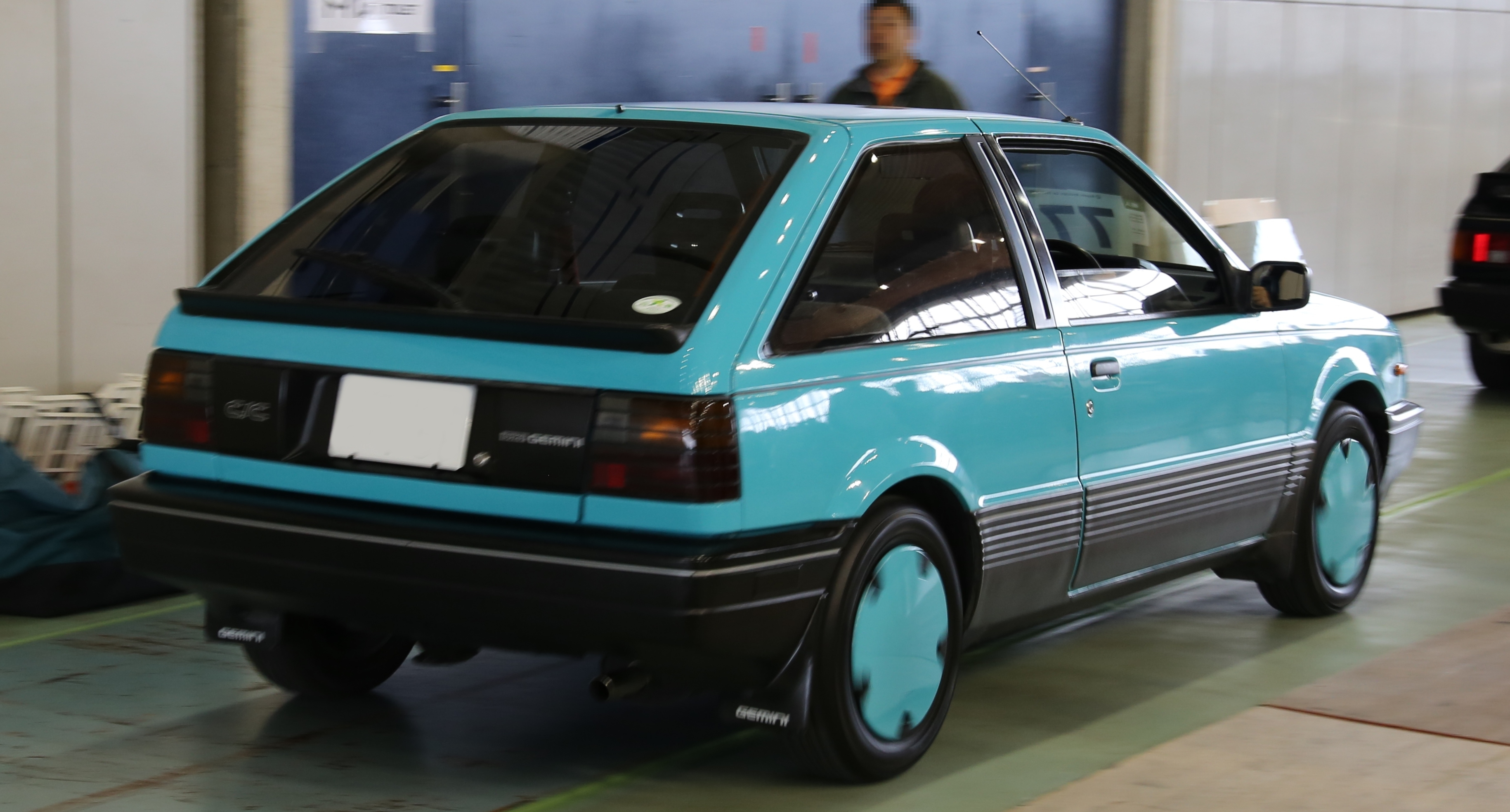
Heckansicht
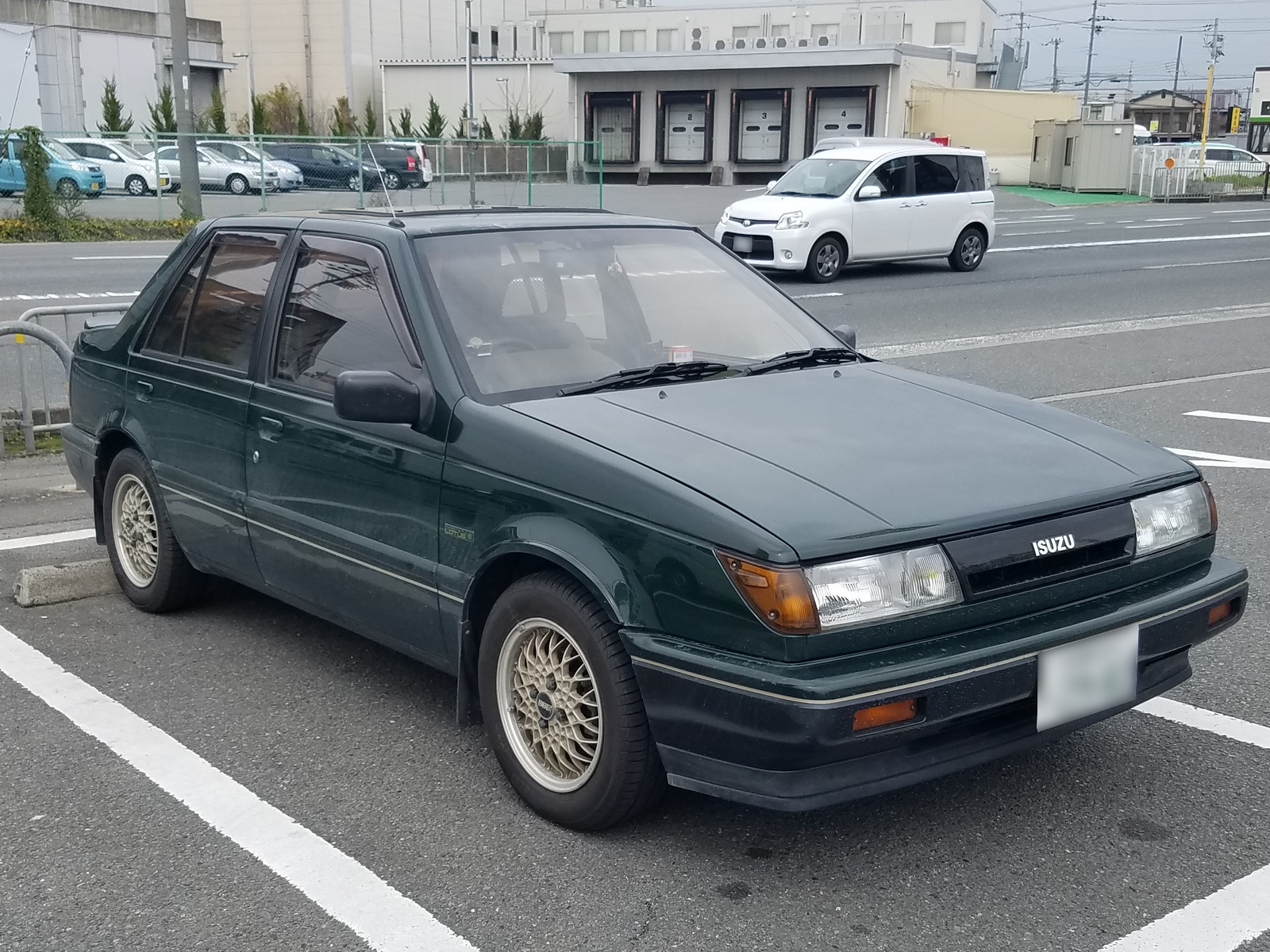
Facelift (Limousine)
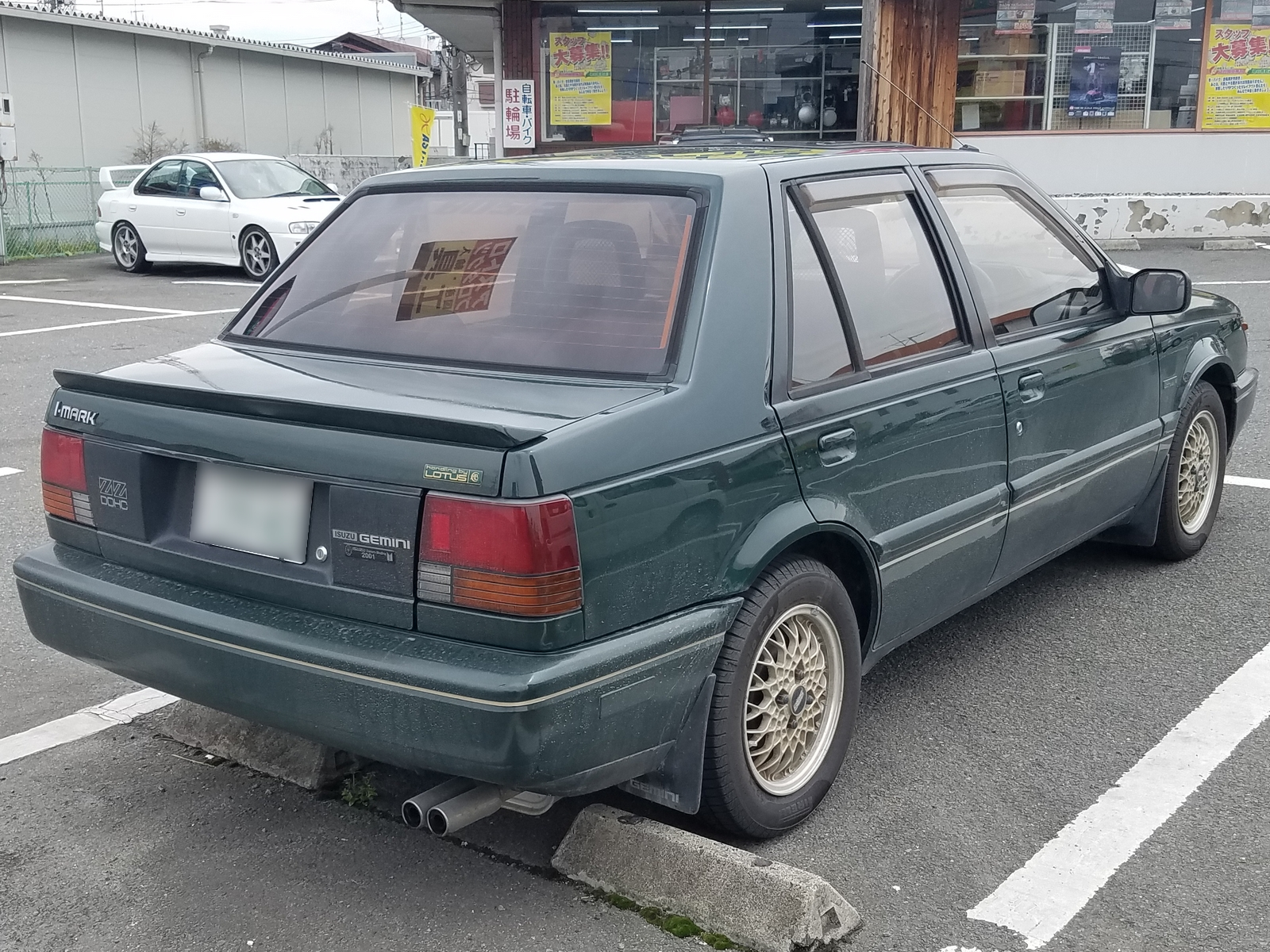
Heckansicht
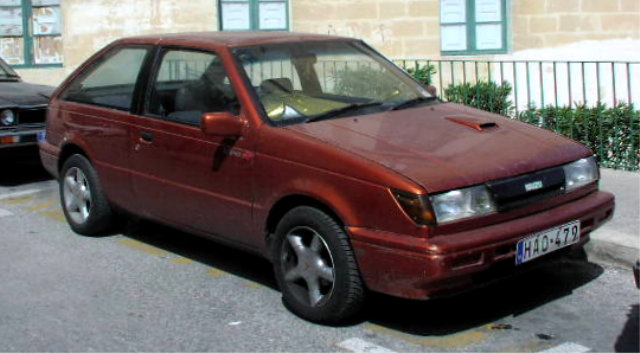
Facelift (Schrägheck)
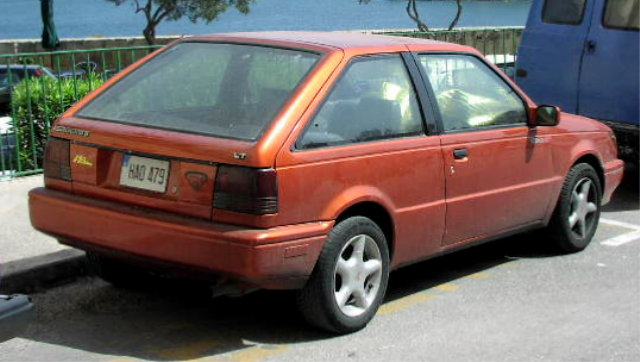
Heckansicht
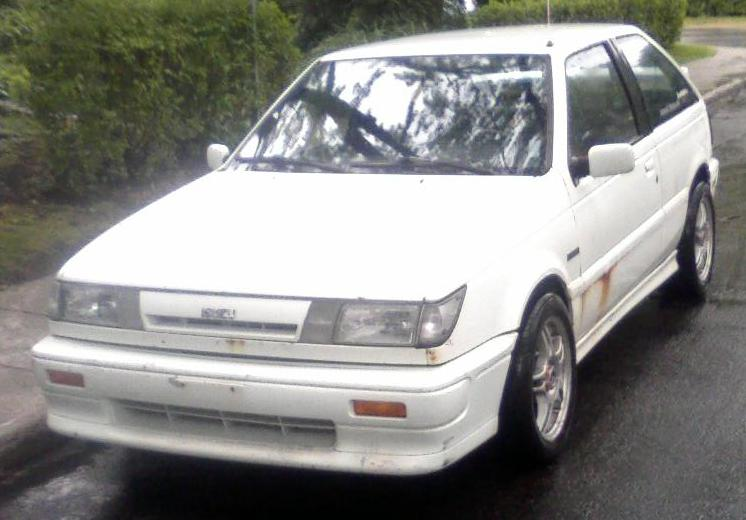
Isuzu I-Mark
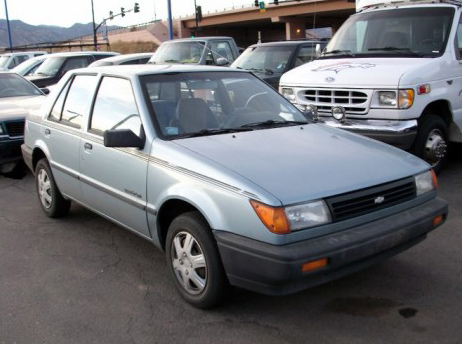
Chevrolet Spectrum
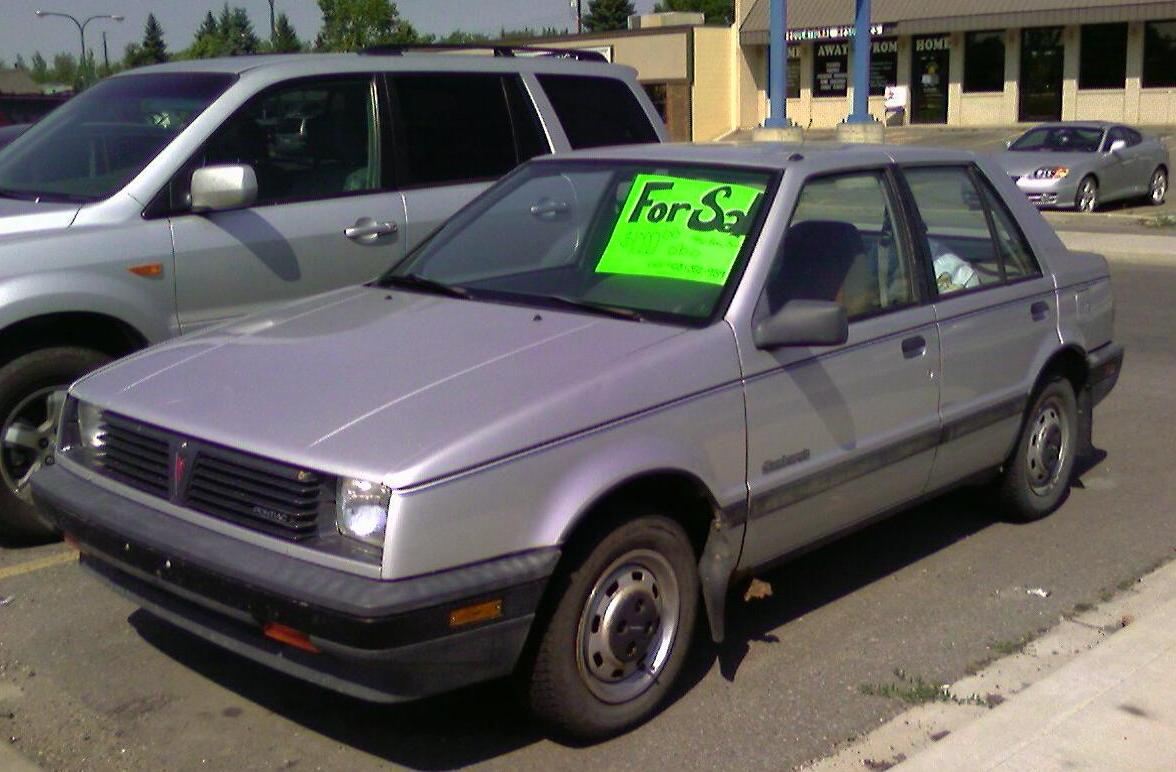
Pontiac Sunburst (Kanada)
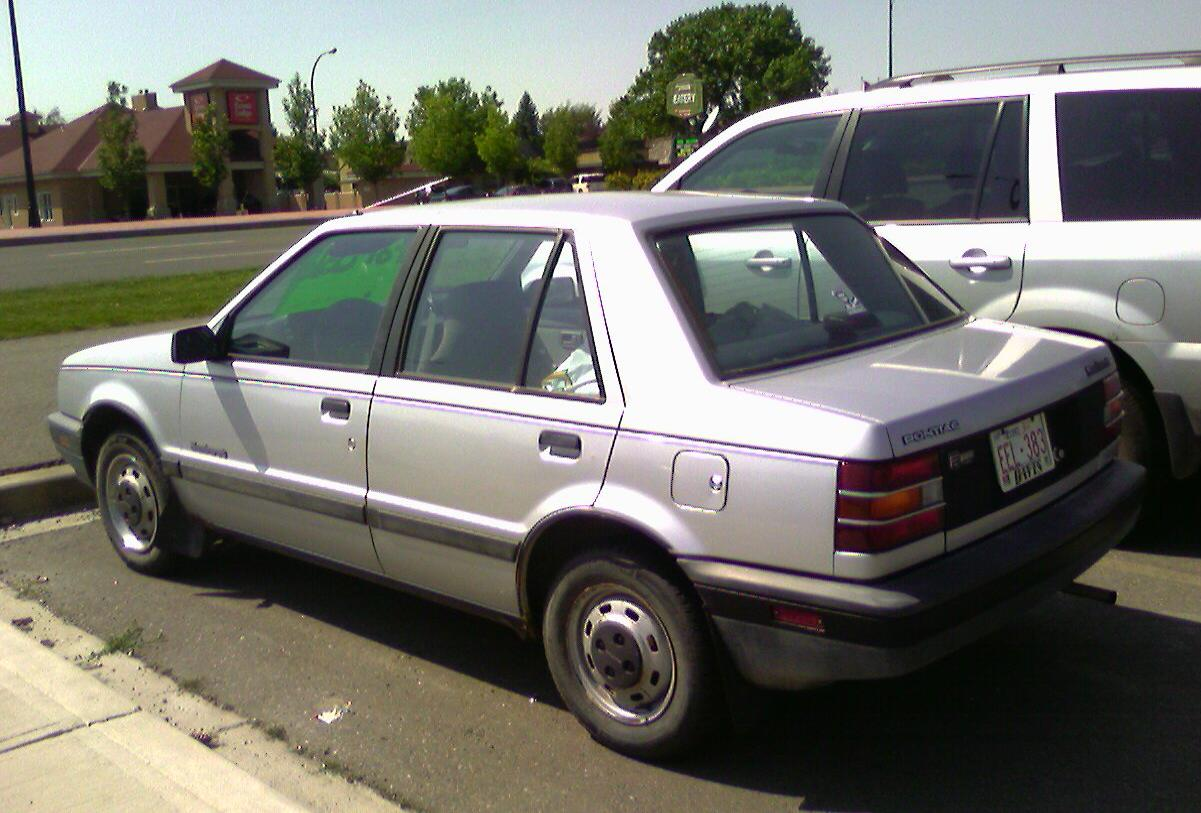
Heckansicht

## Isuzu Gemini III (1990–1993)
Ab März 1990 wurde die dritte Generation angeboten, mit nun strömungsgünstigerer und modernerer Karosserie. In den USA erfolgte ein Namenswechsel von Isuzu I-Mark zu Isuzu Stylus. In Europa wurde das Modell nur noch mit Rechtslenkung in Großbritannien und in Irland angeboten. Eine abgeleitete Coupé-Version wurde als zweite Generation des Isuzu Impulse oder Isuzu Piazza eingeführt. In den USA wurde diese Version auch als Geo Storm vermarktet, die Schrägheckvariante des Gemini wurde als Geo Storm Wagonback angeboten.
Als Antrieb standen Ottomotoren mit 1,5 Liter, 1,6 Liter und 1,8 Liter sowie der 1,7 Liter Turbodiesel aus dem Vorgänger zur Wahl.

Da Isuzu sich ab Mitte der 1990er Jahre auf den Bau von Nutzfahrzeugen beschränkte, wurde kein neuer Pkw mehr entwickelt und der Gemini III im Laufe von 1993 nach 406.625 gebauten Exemplaren weltweit eingestellt.

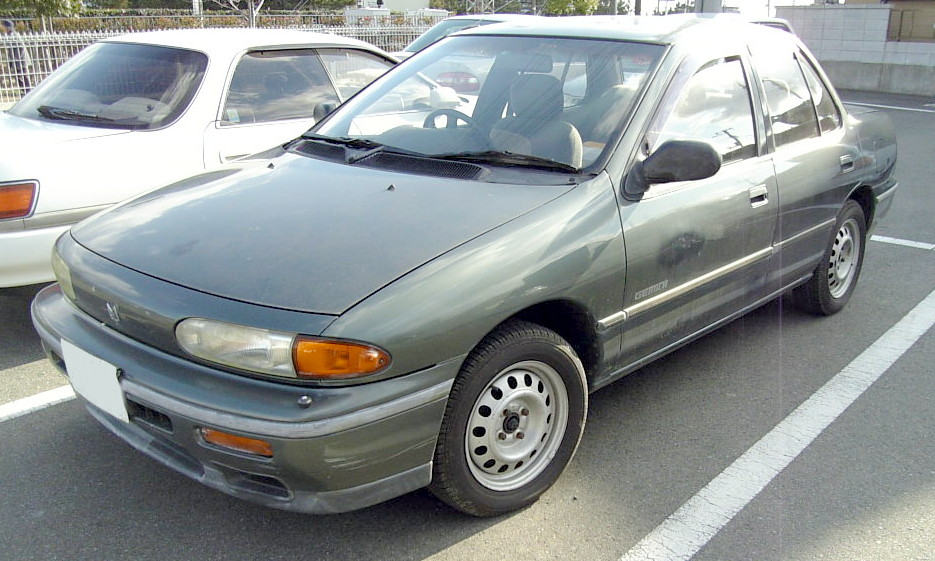
Isuzu Gemini (1990–1993)
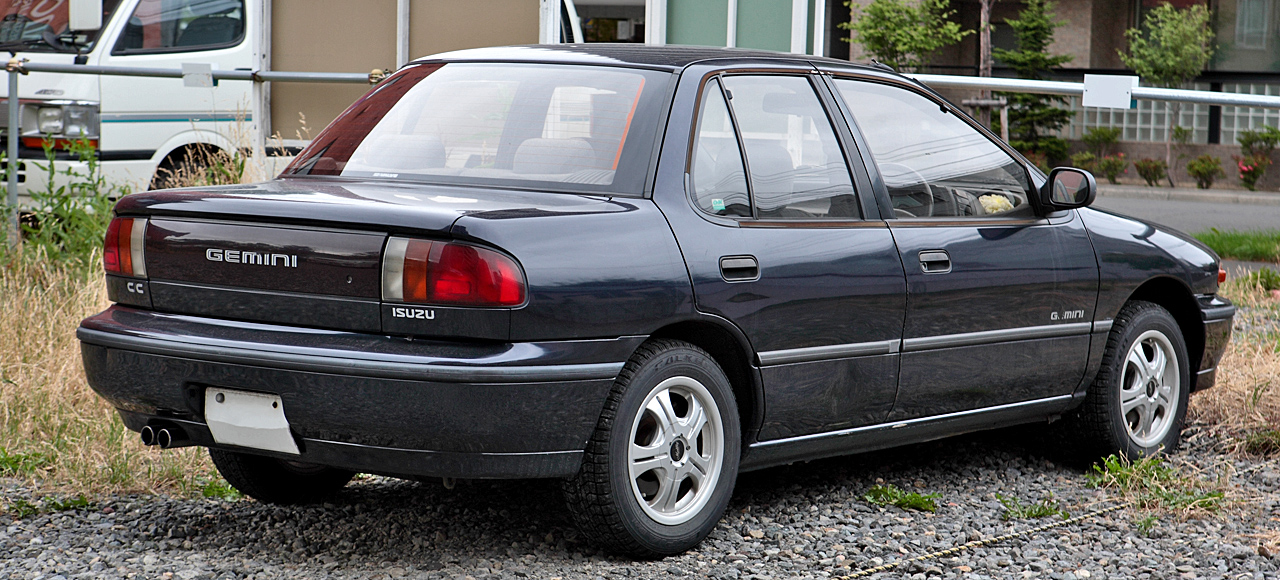
Heckansicht
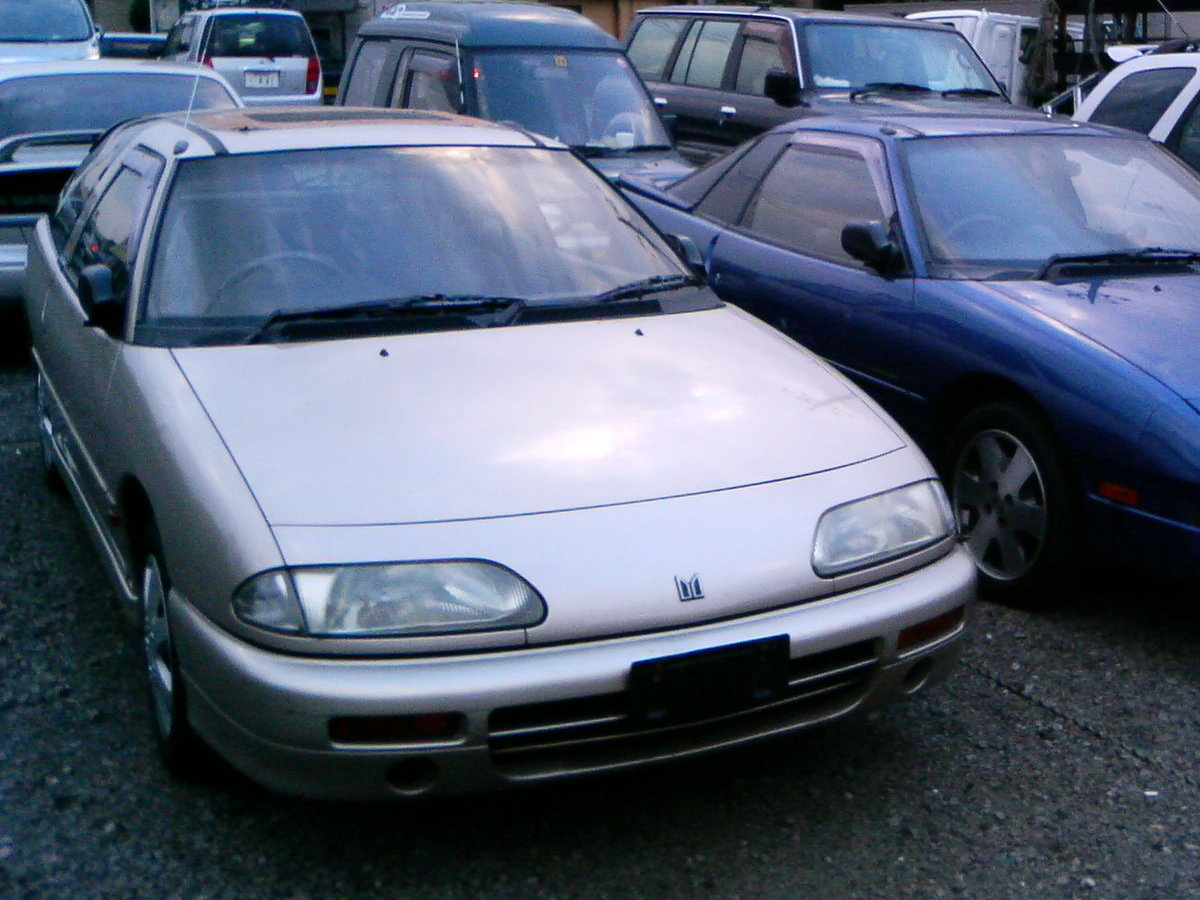
Gemini Schrägheck
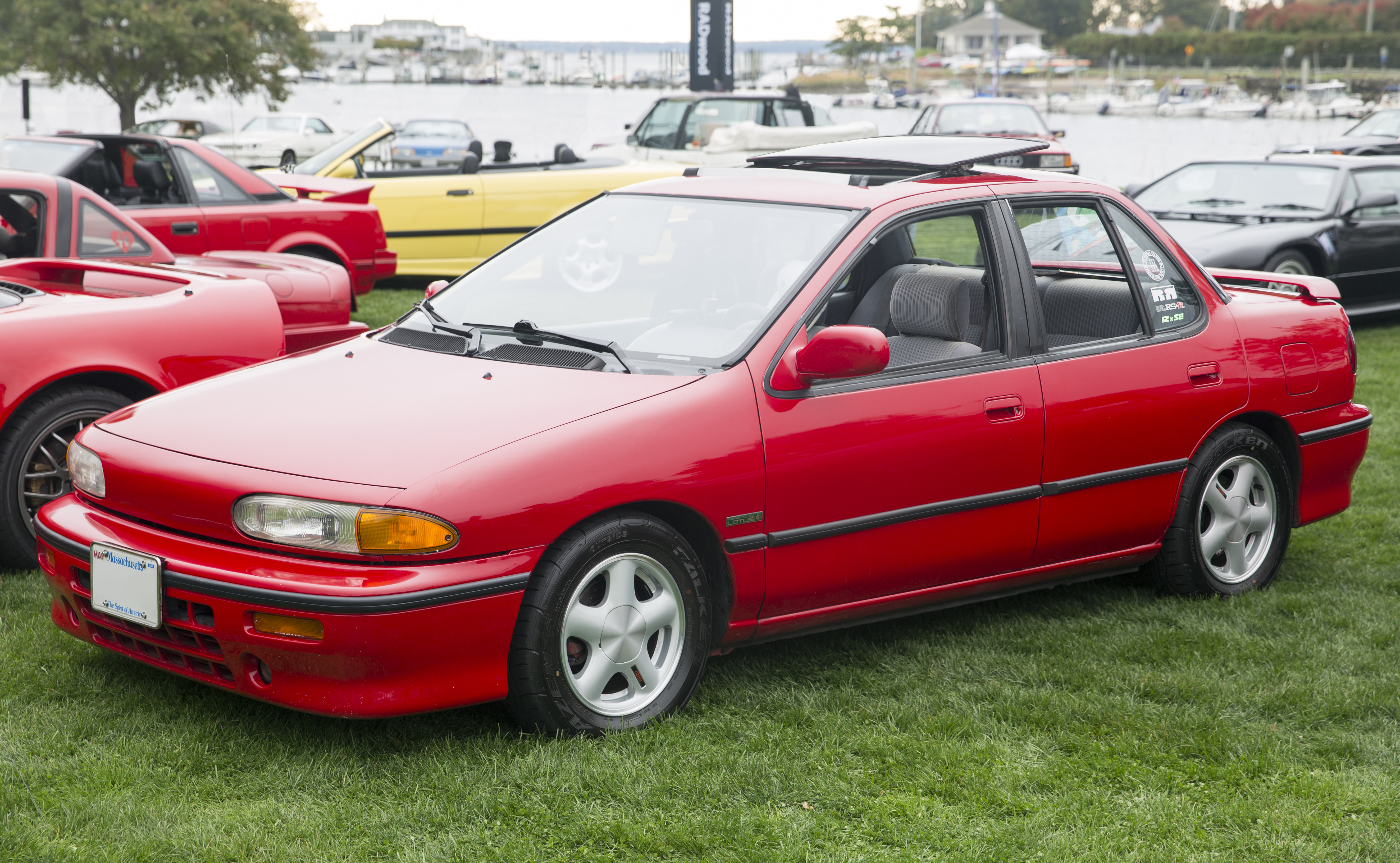
Isuzu Stylus XS
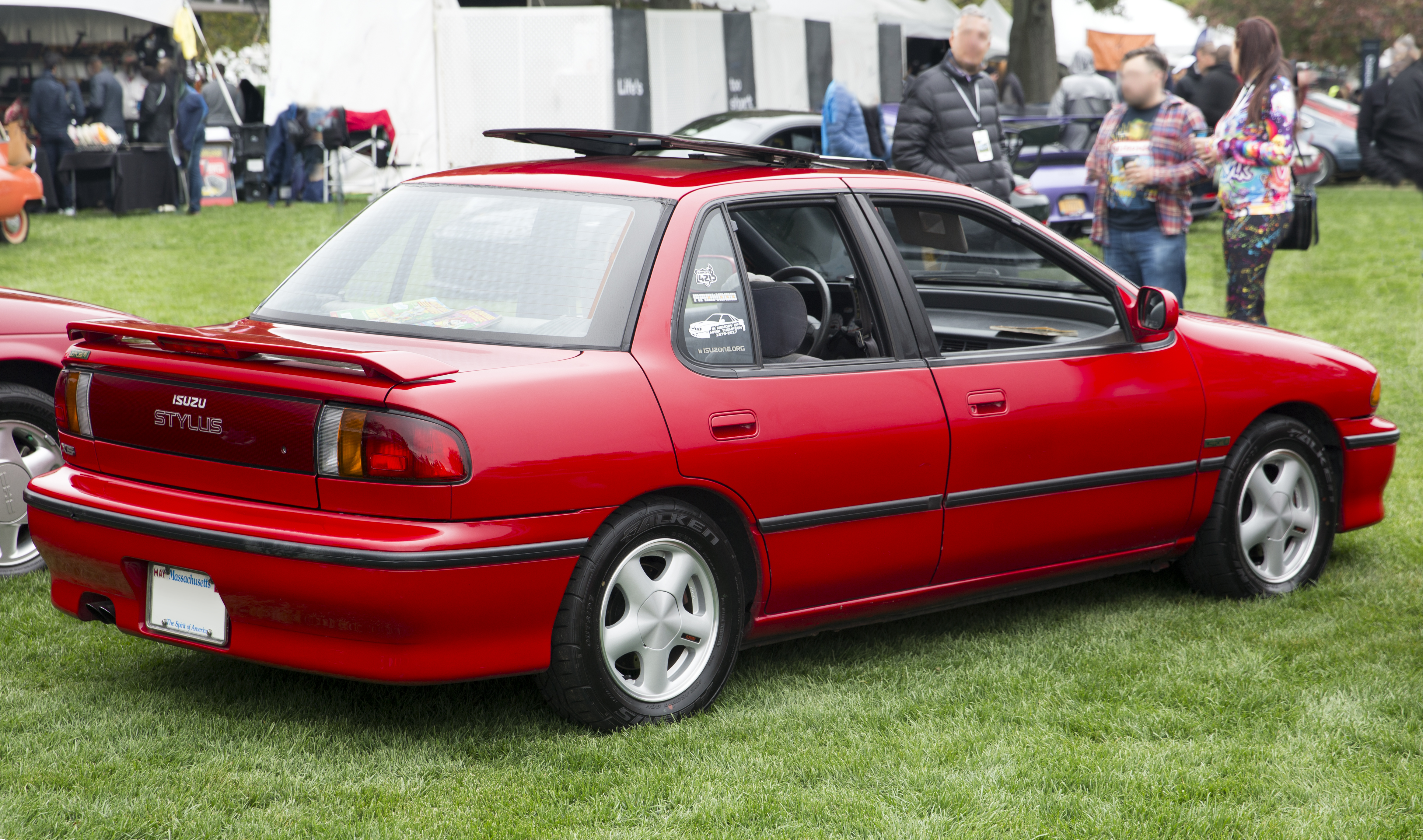
Heckansicht
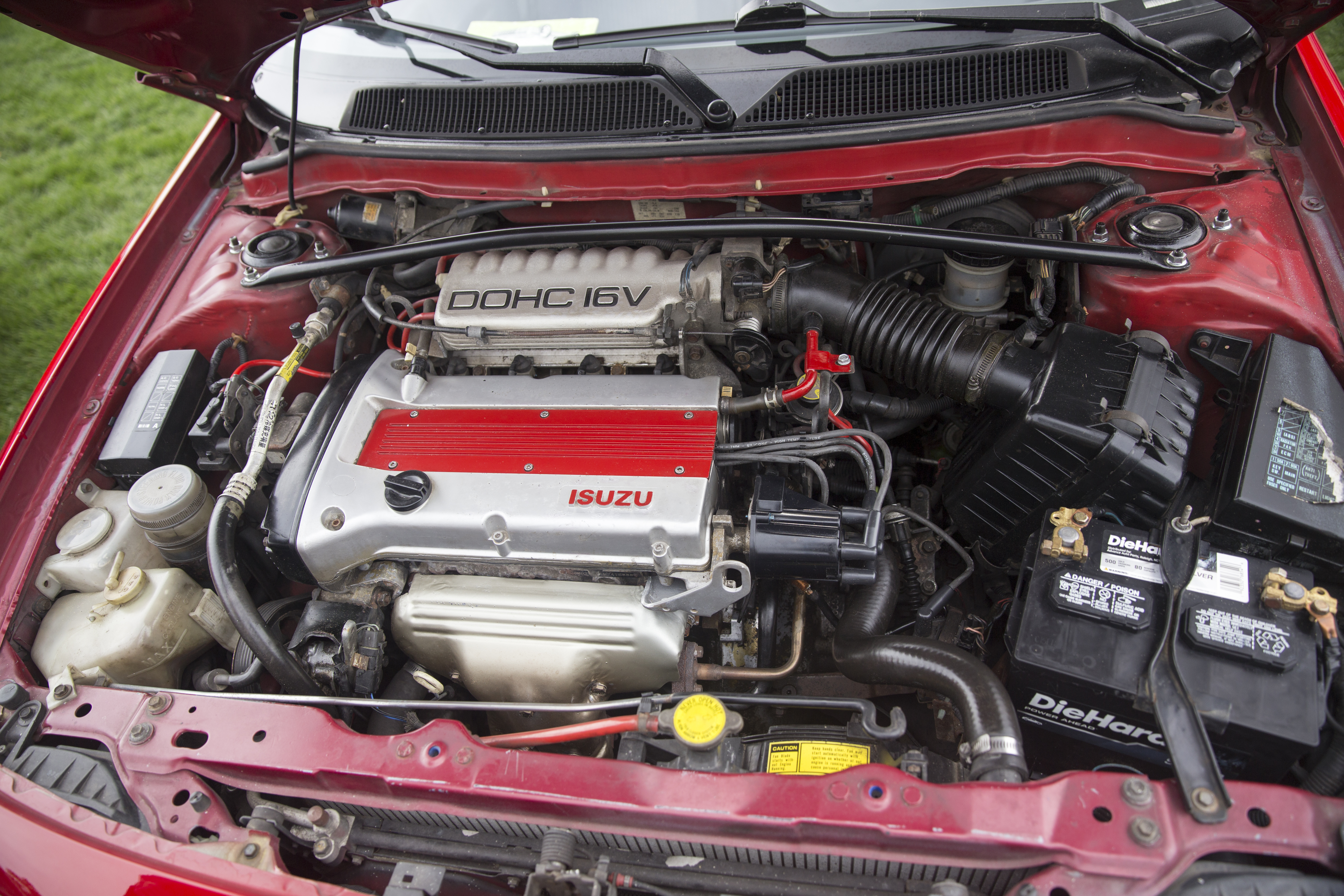
Motorraum
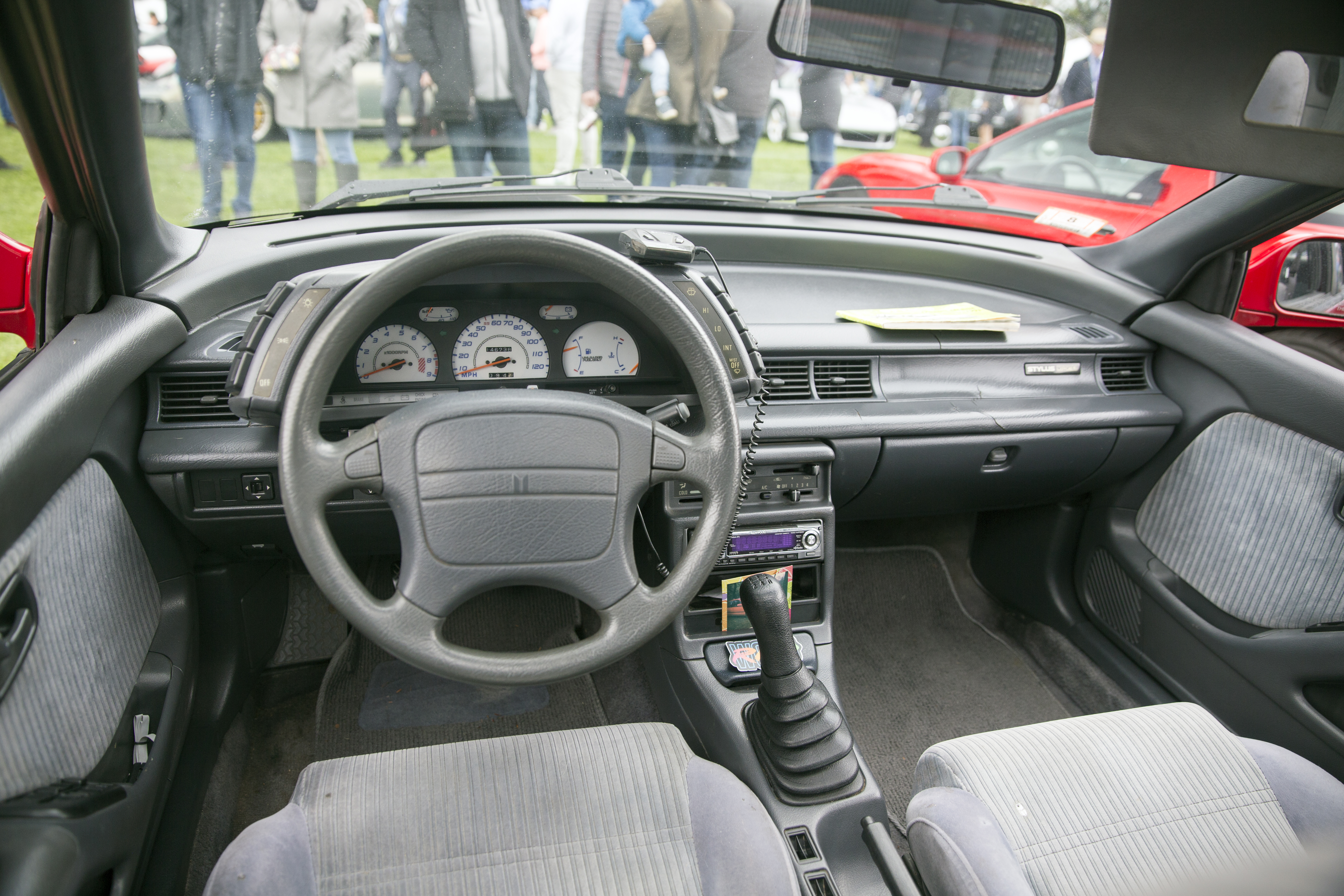
Interior

## Isuzu Gemini IV (1993–1996)

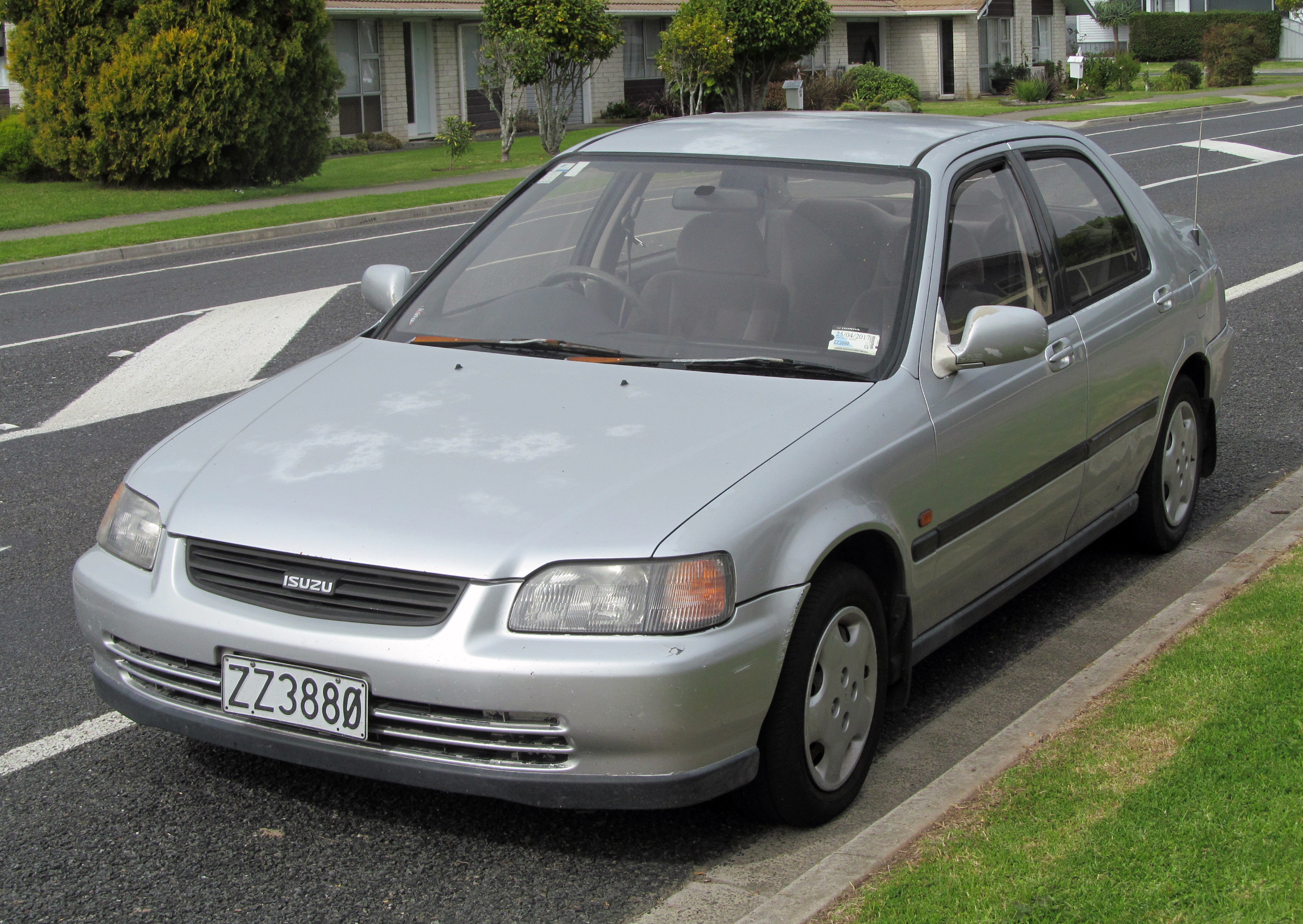
Isuzu Gemini IV

1993 erschien ein neues Gemini-Modell, die Limousine gleicht weitgehend dem Honda Domani und wurde im Auftrag bei Honda gebaut.

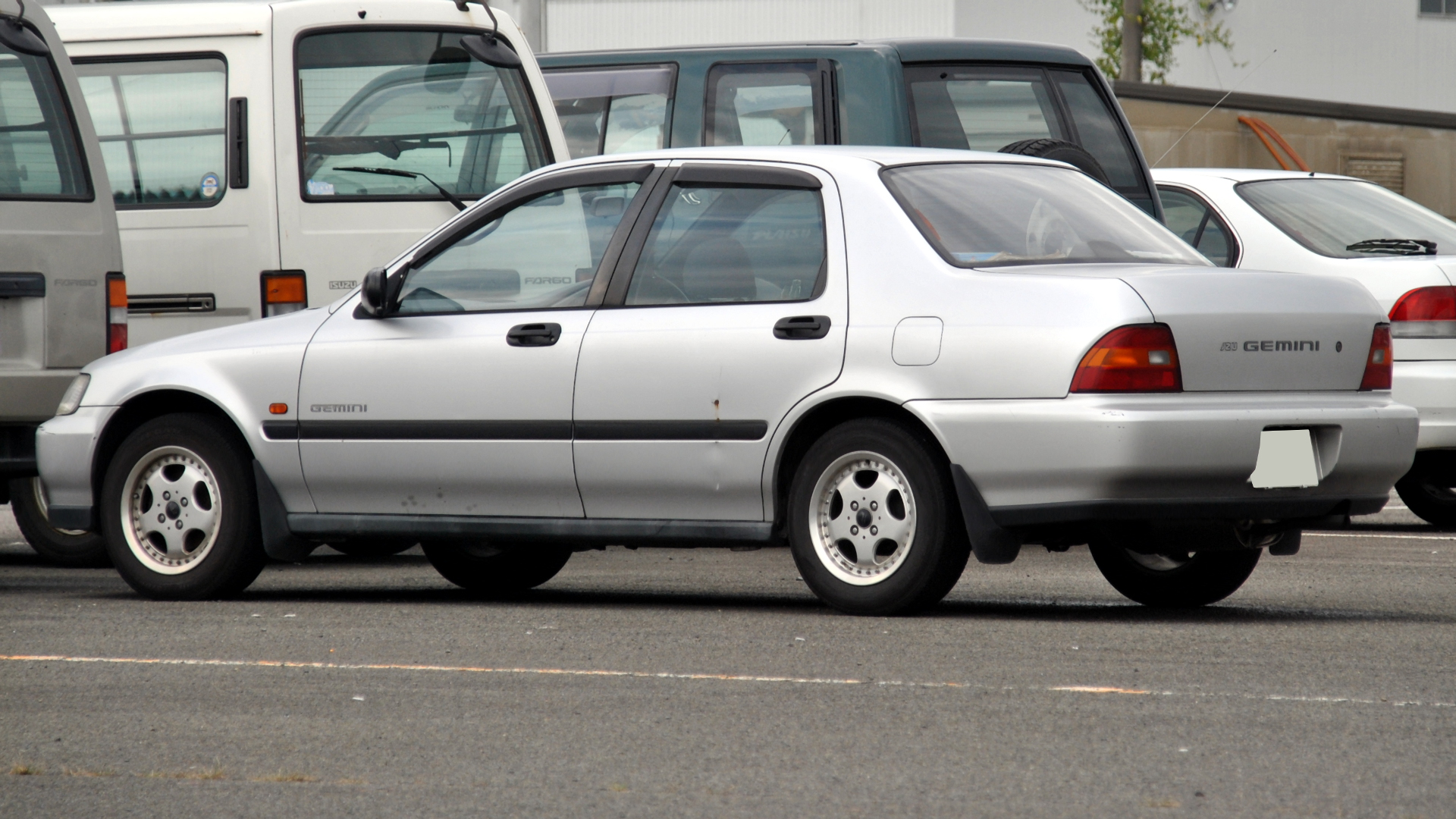
Heckansicht

## Isuzu Gemini V (1997–2000)

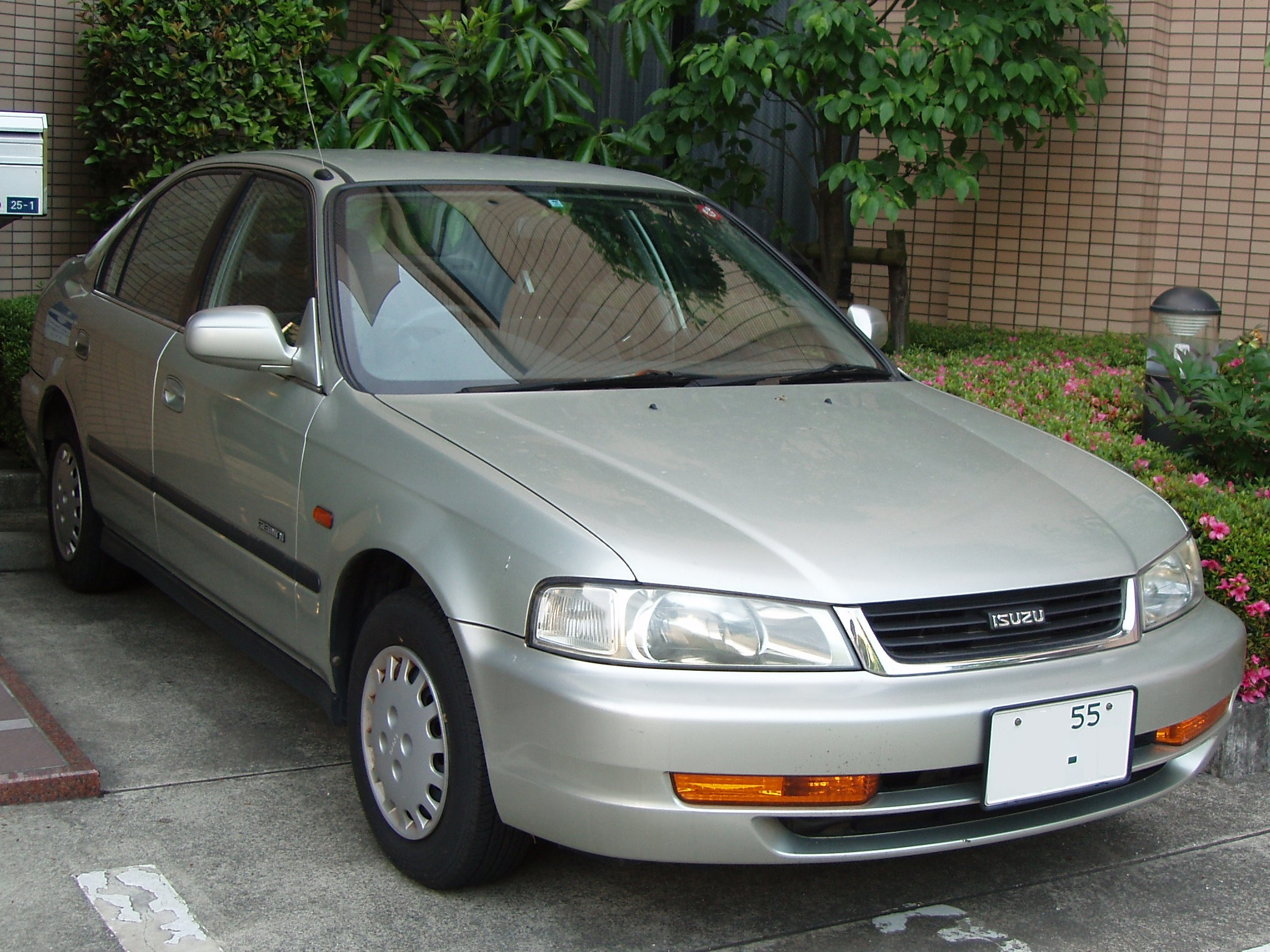
ISUZU GEMINI 5

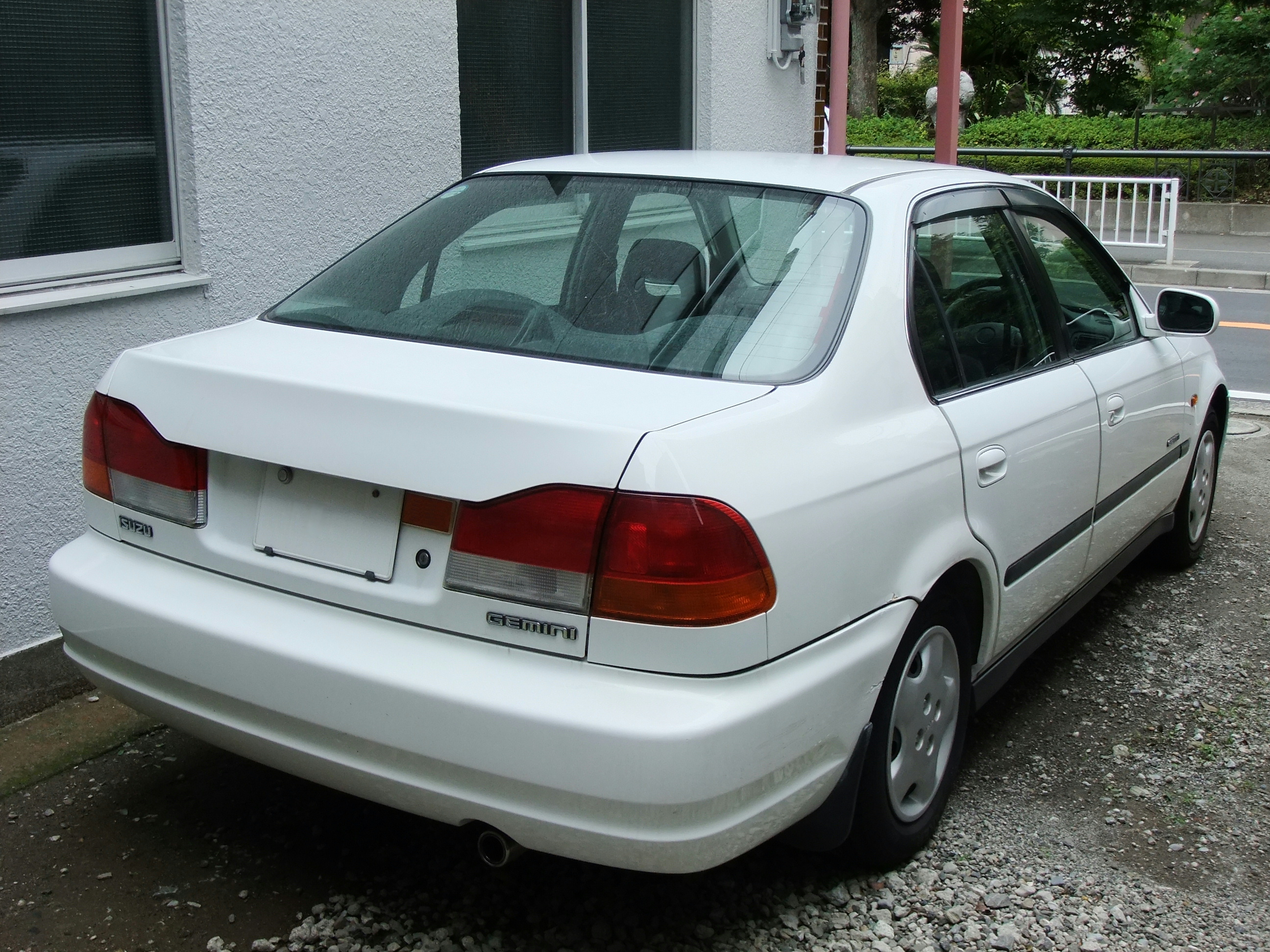
Heckansicht

Auch die fünfte Generation wurde bei Honda gebaut, sie war eine Version des auf der Honda-Domani-Limousine basierenden Honda Integra SJ (EK3) und wurde bis Mitte 2000 ohne Nachfolger produziert.

## Quelle
Automobil Revue Katalognummer 1982 (technische Daten)